# Gallirallus
Gallirallus és un gènere d'ocells de la família dels ràl·lids (Rallidae) que durant el present segle ha patit una important reestructuració.

## Taxonomia
Segons la classificació del Congrés Ornitològic Internacional (versió 7.3, 2017) aquest gènere estava format per 15 espècies. A la classificació del Handbook of the Birds of the World Alive (1917) moltes de les espècies eren assignades a un gènere diferent: Hypotaenidia al que també són assignades les dues espècies que l'IOC incloia al gènere Nesoclopeus. Segons la classificació del Congrés Ornitològic Internacional (versió 13.2, 2023) a Gallirallus únicament restaria una espècie:
- Gallirallus australis - rascló weka.

A banda, han estat descrites un bon nombre d'espècies extintes, conegudes únicament per restes fòssils o subfòssils, com ara:
- Gallirallus astolfoi - rascló d'Astolfo.
- Gallirallus epulare - rascló de Nuku Hiva.
- Gallirallus ernstmayri - rascló de Nova Irlanda.
- Gallirallus gracilitibia - rascló de Ua Huka.
- Gallirallus huiatua - rascló de Niue.